# Taekwondo tại Đại hội Thể thao Đông Nam Á 2017
Taekwondo tại Đại hội Thể thao Đông Nam Á năm 2017 diễn ra từ ngày 26 đến 29 tháng 8 năm 2017, tại Trung tâm Hội nghị Kuala Lumpur (Kuala Lumpur Convention Centre Hall 1), Malaysia.
Chương trình thi đấu bao gồm hai phân môn chính:
- Poomsae (biểu diễn quyền): các nội dung cá nhân nam, cá nhân nữ, đôi nam, đôi nữ, đôi nam–nữ và đồng đội.
- Kyorugi (đối kháng): các hạng cân thi đấu gồm:
  - Nam: 54 kg, 58 kg, 63 kg, 68 kg, 74 kg
  - Nữ: 46 kg, 49 kg, 53 kg, 57 kg, 62 kg, 73 kg

## Tóm tắt kết quả

### Biểu diễn
| Nội dung     | Vàng                                                                         | Bạc                                                                                   | Đồng                                                                       |
| ------------ | ---------------------------------------------------------------------------- | ------------------------------------------------------------------------------------- | -------------------------------------------------------------------------- |
| Đơn nam      | Chew Wei Yan · Malaysia                                                      | Maulana Haidir · Indonesia                                                            | Rodolfo Reyes, Jr. · Philippines                                           |
| Đơn nam      | Chew Wei Yan · Malaysia                                                      | Maulana Haidir · Indonesia                                                            | Sun Shine · Myanmar                                                        |
| Đơn nữ       | Yap Khim Wen · Malaysia                                                      | Philavong Kidavone · Lào                                                              | Chelsea Ann Sim Shu Zhen · Singapore                                       |
| Đơn nữ       | Yap Khim Wen · Malaysia                                                      | Philavong Kidavone · Lào                                                              | Thet Myat Noe Wai · Myanmar                                                |
| Đồng đội nam | Philippines · Dustin Jacob Mella · Raphael Enrico Mella · Rodolfo Reyes, Jr. | Malaysia · Chew Wei Yan · Kok Jun Ee · Yong Jin Kun                                   | Việt Nam · Hồ Thanh Phong · Lê Hiếu Nghĩa · Nguyễn Thiên Phụng             |
| Đồng đội nam | Philippines · Dustin Jacob Mella · Raphael Enrico Mella · Rodolfo Reyes, Jr. | Malaysia · Chew Wei Yan · Kok Jun Ee · Yong Jin Kun                                   | Indonesia · Maulana Haidir · M. Abdurrahman Wahyu · Muhammad Alfi Kusuma   |
| Đồng đội nữ  | Việt Nam · Châu Tuyết Vân · Liên Thị Tuyết Mai · Nguyễn Thị Lệ Kim           | Thái Lan · Katesara Kiatatchawachai · Ornawee Srisahakit · Phenkanya Phaisankiattikun | Philippines · Jocel Lyn Ninobla · Juvenile Faye Crisostomo · Rinna Babanto |
| Đồng đội nữ  | Việt Nam · Châu Tuyết Vân · Liên Thị Tuyết Mai · Nguyễn Thị Lệ Kim           | Thái Lan · Katesara Kiatatchawachai · Ornawee Srisahakit · Phenkanya Phaisankiattikun | Indonesia · Defia Rosmaniar · Mutiara Habiba · Ruhil                       |
| Đôi nam nữ   | Thái Lan · Ornawee Srisahakit · Pongporn Suvittayarak                        | Malaysia · Yap Khim Wen · Yong Jin Kun                                                | Việt Nam · Châu Tuyết Vân · Hồ Thanh Phong                                 |
| Đôi nam nữ   | Thái Lan · Ornawee Srisahakit · Pongporn Suvittayarak                        | Malaysia · Yap Khim Wen · Yong Jin Kun                                                | Campuchia · Sim Rachana · Tuon Navut                                       |

### Đối kháng

#### Nam
| Hạng cân            | Vàng                              | Bạc                                 | Đồng                                  |
| ------------------- | --------------------------------- | ----------------------------------- | ------------------------------------- |
| Finweight 54 kg     | Ramnarong Sawekwiharee · Thái Lan | Võ Quốc Hưng · Việt Nam             | Reinaldy Atmanegara · Indonesia       |
| Finweight 54 kg     | Ramnarong Sawekwiharee · Thái Lan | Võ Quốc Hưng · Việt Nam             | Zaw Lin Htet · Myanmar                |
| Flyweight 58 kg     | Tawin Hanprab · Thái Lan          | Iskandar Zulkanain Ahmad · Malaysia | Nilton Lemos · Đông Timor             |
| Flyweight 58 kg     | Tawin Hanprab · Thái Lan          | Iskandar Zulkanain Ahmad · Malaysia | Sandong Xayakoummane · Lào            |
| Bantamweight 63 kg  | Ibrahim Zarman · Indonesia        | Nguyễn Văn Duy · Việt Nam           | Francis Aaron Agojo · Philippines     |
| Bantamweight 63 kg  | Ibrahim Zarman · Indonesia        | Nguyễn Văn Duy · Việt Nam           | Lee Yen Feng · Malaysia               |
| Featherweight 68 kg | Rozaimi Rozali · Malaysia         | Arven Alcantara · Philippines       | Nutthawee Klompong · Thái Lan         |
| Featherweight 68 kg | Rozaimi Rozali · Malaysia         | Arven Alcantara · Philippines       | Sorphabmixay Sithikon · Lào           |
| Lightweight 74 kg   | Samuel Morrison · Philippines     | Dinggo Ardian Prayogo · Indonesia   | Thinagaran Naidu Papunaidu · Malaysia |
| Lightweight 74 kg   | Samuel Morrison · Philippines     | Dinggo Ardian Prayogo · Indonesia   | Lý Hồng Phúc · Việt Nam               |

#### Nữ
| Hạng cân            | Vàng                              | Bạc                                    | Đồng                                  |
| ------------------- | --------------------------------- | -------------------------------------- | ------------------------------------- |
| Finweight 46 kg     | Julanan Khantikulanon · Thái Lan  | Trương Thị Kim Tuyền · Việt Nam        | Sonia Martins Soares · Đông Timor     |
| Finweight 46 kg     | Julanan Khantikulanon · Thái Lan  | Trương Thị Kim Tuyền · Việt Nam        | Dhean Titania Fazrin · Indonesia      |
| Flyweight 49 kg     | Panipak Wongpattanakit · Thái Lan | Nur Dhia Liyana Shaharuddin · Malaysia | Ana Da Costa · Đông Timor             |
| Flyweight 49 kg     | Panipak Wongpattanakit · Thái Lan | Nur Dhia Liyana Shaharuddin · Malaysia | Dha Ysi Oo Julios · Myanmar           |
| Bantamweight 53 kg  | Mariska Halinda · Indonesia       | Rhezie Canama Aragon · Philippines     | Jasmin Nabilla Sukardi · Malaysia     |
| Featherweight 57 kg | Benjarat Yangtrakul · Thái Lan    | Phạm Thị Thu Hiền · Việt Nam           | Casandre Nicole Tubbs · Campuchia     |
| Featherweight 57 kg | Benjarat Yangtrakul · Thái Lan    | Phạm Thị Thu Hiền · Việt Nam           | Souksamay Phenkhamong · Lào           |
| Lightweight 62 kg   | Hà Thị Nguyên · Việt Nam          | Shaleha Fitriana Yusuf · Indonesia     | Nur Intan Zulaikha Firdaus · Malaysia |
| Lightweight 62 kg   | Hà Thị Nguyên · Việt Nam          | Shaleha Fitriana Yusuf · Indonesia     | Pauline Louise Lopez · Philippines    |
| Middleweight 73 kg  | Sorn Seavmey · Campuchia          | Kirstie Elaine Alora · Philippines     | Nurul Nur Hafizzah Mahdi · Malaysia   |
| Middleweight 73 kg  | Sorn Seavmey · Campuchia          | Kirstie Elaine Alora · Philippines     | Sonesavanh Sirimanotham · Lào         |

## Bảng huy chương
| Hạng                | Đoàn                | Vàng | Bạc | Đồng | Tổng số |
| ------------------- | ------------------- | ---- | --- | ---- | ------- |
| 1                   | Thái Lan            | 6    | 1   | 1    | 8       |
| 2                   | Malaysia            | 3    | 4   | 5    | 12      |
| 3                   | Việt Nam            | 2    | 4   | 3    | 9       |
| 4                   | Indonesia           | 2    | 3   | 4    | 9       |
| 4                   | Philippines         | 2    | 3   | 4    | 9       |
| 6                   | Campuchia           | 1    | 0   | 2    | 3       |
| 7                   | Lào                 | 0    | 1   | 4    | 5       |
| 8                   | Myanmar             | 0    | 0   | 4    | 4       |
| 9                   | Đông Timor          | 0    | 0   | 3    | 3       |
| 10                  | Singapore           | 0    | 0   | 1    | 1       |
| Tổng số (10 đơn vị) | Tổng số (10 đơn vị) | 16   | 16  | 31   | 63      |